# William Henry Gist
William Henry Gist (* 22. August 1807 in Charleston, South Carolina; † 30. September 1874 im Union County, South Carolina) war ein US-amerikanischer Politiker und von 1858 bis 1860 Gouverneur von South Carolina.

## Frühe Jahre und politische Karriere
William Gist studierte am South Carolina College, der späteren University of South Carolina. Im Jahr 1827 wurde er wegen einer Teilnahme an einem Streik von der Schule verwiesen. Trotzdem war er in seinen späteren Jahren Kurator dieser Anstalt. Gist studierte danach Jura und gründete im Union County seine „Rose Hill“ Plantage auf dem Land, das er von seinem Vater geerbt hatte. Dort errichtete er ein Herrenhaus, dessen Bau allein vier Jahre dauerte. Gists Plantage war sehr erfolgreich und er kam dadurch zu Ansehen und Reichtum. Von 1840 bis 1844 war Gist Abgeordneter im Staatsparlament von South Carolina und von 1844 bis 1858 war er im Senat dieses Staates. Im Jahr 1848 wurde er von den Abgeordneten zum Vizegouverneur seines Landes gewählt, konnte dieses Amt aber nicht antreten, weil er als nicht qualifiziert galt. Daher verblieb er weiter im Senat.

## Gouverneur von South Carolina
Trotz seiner Ablehnung als Vizegouverneur im Jahr 1848 wurde er zehn Jahre später von den Abgeordneten zum neuen Gouverneur gewählt, diesmal durfte er das Amt sogar ausüben. Seine Amtszeit begann im Dezember 1858 und war überschattet von den Ereignissen zwischen den Nord- und den Südstaaten, die am Ende seiner Amtszeit zum Austritt South Carolinas aus der Union führten. Gist war ein Anhänger der Sezessionsbewegung in South Carolina. Schon früh in seiner Amtszeit bereitete er das Land auf einen möglichen Austritt aus der Union vor. Er kontaktierte die Gouverneure anderer Südstaaten, um eine gemeinsame Linie festzulegen. Mississippi und Florida waren die ersten Staaten, die ihm Unterstützung signalisierten. Als bei den Präsidentschaftswahlen im November des Jahres 1860 der Republikaner Abraham Lincoln zum neuen US-Präsidenten gewählt wurde, stand für Gist und die meisten seiner Landsleute fest, dass South Carolina die Union verlassen würde. Am 5. Oktober des gleichen Jahres schrieb Gist in einem Brief an die anderen Gouverneure der Südstaaten, dass South Carolina die Sezession vollziehen werde. Im Dezember wurde ein Konvent einberufen, der am letzten Tag seiner Amtszeit zusammentrat und wenige Tage später, am 20. Dezember, die Trennung von der Union vollzog. Gist hatte die Trennungsurkunde (Ordinance of Secesion) mit unterschrieben. Dieses Ereignis führte trotz eines Vermittlungsversuchs Anfang 1861 zum Ausbruch des Bürgerkriegs im folgenden April.

## Weiterer Lebenslauf
Zu Beginn des Bürgerkriegs wurde Gist unter einer neuen Verwaltungsstruktur noch einmal mit Regierungsaufgaben betraut. In den Jahren 1861 und 1862 war er zunächst Finanzminister des Landes, später war er für das Ressort Bau und Wirtschaft zuständig. Im September 1862 wurde die Regierung South Carolinas erneut umorganisiert und er verlor seine Ämter. Nach dem Ende des Bürgerkriegs legte Gist einen Treueschwur auf die Union ab und wurde dafür von Präsident Andrew Johnson begnadigt. Er zog sich auf seine Plantage Rose Hill zurück, deren Land er teilweise verpachten musste. Dort starb er im Jahr 1874. William Gist war zweimal verheiratet und hatte insgesamt zwölf Kinder.